# عمارة بنائية

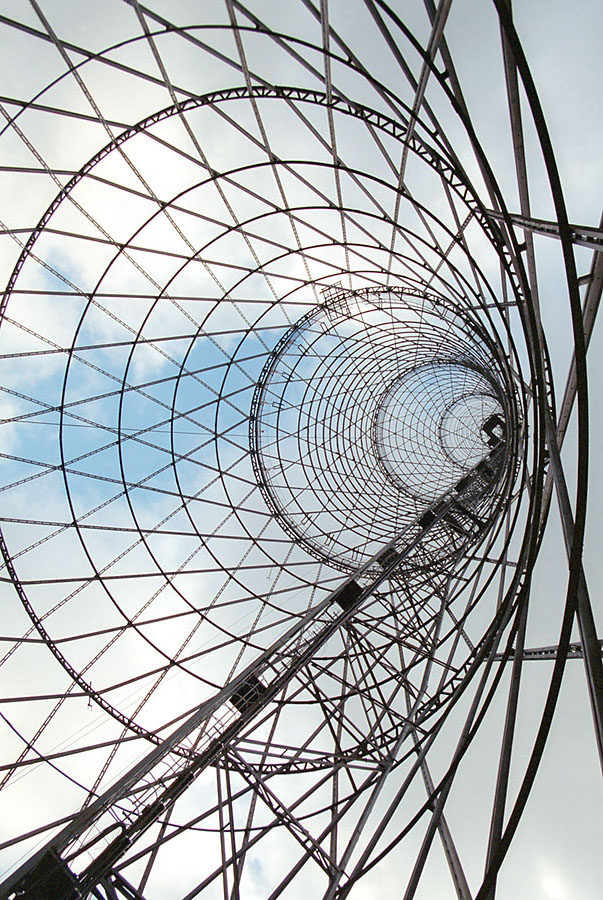
برج شوخوف في موسكو، للمعمار فلاديمير شوخوف. وهو من أهم الأمثلة على العمارة البنائية الروسية.

العمارة البنائية(1) (بالإنجليزية: Constructivist Architecture ؛ بالروسية: конструктивистской архитектуры) هي حركة معمارية معاصرة، وشكل من أشكال عمارة الحداثة. ظهرت في الاتحاد السوفييتي وتحديداً في موسكو بعد الحرب العالمية الأولى، وضمت عدة اتجاهات فنية ظهرت آنذاك.
لقد ظهرت هذه الحركة الفنية أصلاً في أعمال ونظريات النحاتين نوم غابو وأنتوني لفسنر، ومن ثم امتدت إلى العمارة. وقد ظهرت أول وثيقة فنية لها دُعيت بـ«الوثيقة الواقعية» عام 1920 ضمت خمس مبادئ أساسية مقتبسة من الأعمال المعتمدة على التقنية البنائية لرواد هذا التيار مع التأكيد على أن النظام الفني الجديد سيؤدي إلى ظهور ونمو حضارة جديدة، وسيكون أيضًا أساسًا للفنون الأخرى لاعتماده قوانين حقيقية لواقع الحياة.
وتجمع البنائية بين التقنية المتقدمة والهندسة، كما كانت مخصصة لغايات اشتراكية وشيوعية. وبالرغم من أنها قُسّمت إلى عدة اتجاهات تنافسية، إلا أن الحركة قد أنتجت كثير من المشاريع الريادية والمباني المقامة، قبل انحلالها في عام 1932 تقريبًا. وقد ظهر تأثيرها على كثير من الحركات المعمارية الأخرى في وقت لاحق.

## التاريخ

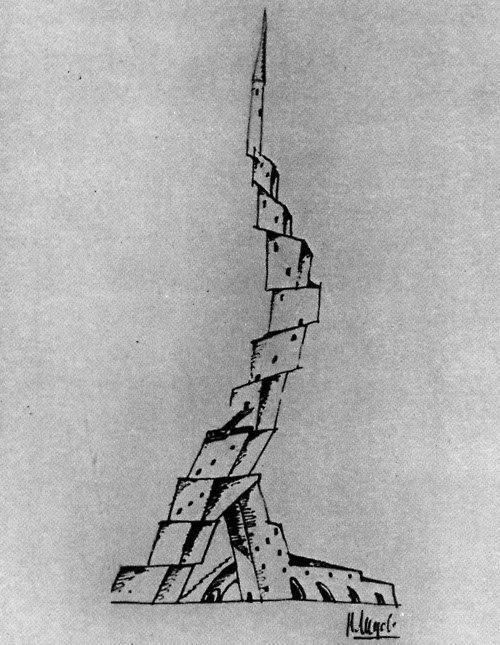
مشروع مجمع سكني بنائي للمعمار لادوفيسكي، 1923.

أثر التيار المستقبلي الإيطالي على الفنانين الروس تأثيرًا قويًا وعميقًا منذ بدايته في أوائل القرن العشرين. ففي عام 1913 عُرضت أول مسرحية مستقبلية روسية في سانت بطرسبيرغ. وفي عام 1915 اُقيم أول معرض للفن المستقبلي الروسي في سانت بطرسبيرغ، شارك فيه عدد من الفنانين الروسي من أهمهم، كاسمير مالفيتش وفلاديمير تاتلين. وفي فترة قصيرة أصبح الاثنان زعيمي الاتجاهين الفنيَّين الرئيسين «للفن اللاتشبيهي» أو "Non-objective art" في روسيا آنذاك، السوبرماتية، والبنائية. وكانت بين الإثنين نزاعات وتنافس مستمر.
عرض تاتلين في ذلك المعرض سبعة أعمال فنية سماها «شواخص نافرة» مكونة من مواد كالخشب والحديد والزجاج، ومواد أخرى، ملصقة ببعضها في تشكيلات تجريدية حرة، يتم تعليقها في زوايا الغرفة وليس في منتصف جدار العرض. وكان مسار العمارة السوفيتية بشكل عام في عقد العشرينات من القرن العشرين أكثر تأثرًا بأعمال وأفكار تاتلن منه بالفن السوبرماتي، والذي ظل أسيرًا للفلسفات والشروحات الميتافيزيقية بخصوص البعد الرابع والهندسة الإقليدية على غرار شروحات وادعاءات أبولينير، في حين كان تأثير السوبرماتية أكبر وأوسع انتشارًا في مجال الفنون الطباعية بشكل خاص، وخاصة في تصميم الملصقات والشعارات الدعائية.
لقد ظهر في روسيا في بدايات القرن العشرين العديد من المدارس المعمارية، وكان هناك صراع بين أعضائها من الفنانين. وقد تمحور هذا الصراع منذ البداية بين شخصيتين رئيسيتين، هما ألكسندر فزنين ونيكولاي لادوفيسكي. وكان هذا الاختلاف نابعًا من اهتمام لادوفيسكي وتركيزه على تطوير منهج علمي للبحث في طبيعة العمليات الإدراكية للأشكال المختلفة وتأثيرها على المشاهد والمتحسس لها. وكان يحاول تقريب منهجه هذا إلى علم الاقتصاد السياسي، لربطه بمبادئ الثورة الماركسية - اللينينية من خلال النظر إلى عملهم على أنه نوع من اقتصاديات الإدراك. وأطلقت على أنصار هذا التوجه صفة «العقلانيين». أما فزنين، ومن ناصره من المدرّسين والطلبة، فقد بدؤوا تدريجيًا بالابتعاد عن القضايا الشكلية في الفن، مؤثرين توجيه اهتمامهم نحو الإنتاج الفعلي للأشياء التي يمكن أن تعود بالنفع العام، وفي مقدمتها العمارة. وقد كانت هذه التوجهات في اتساق مع نصائح ماركس لأتباعه بضرورة «دراسة الحياة كما هي، بكل تفاصيلها وتعقيداتها، بذات الطريقة التي تُدرس بها عمل الآلات». وكذلك في اتساق تام مع دعاوي الشاعر فلاديمير ماياكوفسكي عام 1919 في قوله بأن «القلب البشري ليس سوى مضخة، والعقل ليس أكثر من آلة دقيقة». ولكن بالرغم من أن فزنين لم يتخل عن اهتمامه بالقضايا الشكلية الفنية، إلا أن اعتماده هو وأنصاره لمنهج الوظيفي بشكل علني وصريح، أصبح السمة المميزة لمجموعته «المجموعة المعمارية المستقلة» (OSA) التي أسسها عام 1924، والتي أصبحت النواة الرئيسية لما يُعرف باسم «الحركة البنائية».

## الفلسفة

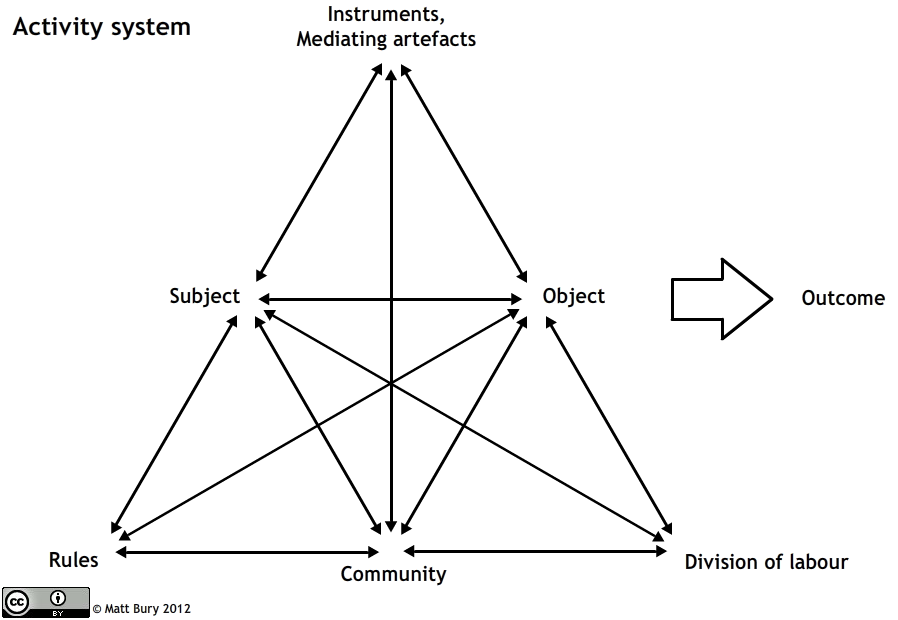
نظرية النشاط السوفيتية.

أولى أنصار تيار البنائية اهتماما كبيرًا للقضايا الاجتماعية في العمارة، وحاولوا عبر تقصياتهم المثابرة إيجاد نمط سكني جديد يتجاوب مع التغييرات الجذرية الحادثة في بنى المجتمع الجديد، ووظف البنائيون بكفاءة أساليب التصميم العقلاني كتكرار العناصر المعمارية، وتنميطها (Standardization) واستخدام الوحدات القياسية (Modules)، فضلاً عن التأكيد لجهة اقتصادية الحلول التصميمية ونجاعة الحلول التكنولوجية. ويعد المجمع السكني المشيد في منطقة بولفار نوفينسكي بموسكو 1928 - 1930، للمعماري م. غينزبورغ تجربة رائدة في مجال هذا المنحى.
تبلورت نقاشات الفنانين الروس بخصوص بدايات العمارة البنائية في كتاب للمنظّر المعماري الروسي ألكسي غان، اُطلق عليه «البنائية»، والذي نشره في عام 1922. يقابل غان في كتابه بين مفهوم التشكيل ومفهوم البناء، فيدين الأول لسطحيته، حسب رأي بعض الفنانين الروس، ويقتصر مجاله على البنية الخارجية للأشكال ولا يتصل بجوهرها، أو ببنيتها الاجتماعية والسياسية الأساسية. كما ظهرت في الاتحاد السوفياتي نظرية أصبحت العمارة جزءاً منها، لتكون واحدة من الطرق الرئيسية في البحث النفسي في البلاد، اُطلق عليها اسم «نظرية النشاط»، والتي اُستخدمت على نطاق واسع في المجالات النظرية وعلم النفس التطبيقي، والتعليم، والتدريب المهني، بالإضافة إلى العمارة. ويُقسّم غان البنية المفاهيمية الرئيسية للعمارة البنائية إلى ثلاثة أجزاء مترابطة:

- التكتونية: يُراد بها العلم الذي يوضح الكيفية التي يتأثر بواسطتها إنتاج المواد الصناعية ونظم الإنشاء بالمنظومة الاقتصادية والاجتماعية والسياسية السائدة في المجتمع الشيوعي.
- المصنعية: وهي أبسط المفاهيم الثلاث، وتعني كل ما يحتاج المعماري من معرفة بالمواد وأصول الإنشاء، بحيث تؤدي هذه المعرفة إلى الاستخدام الأمثل للمواد ونظم الإنشاء.
- البنائية: هي البنية التنظيمية التي يتم من خلالها دمج كل الاعتبارات في مجاليّ التكتونية والمصنعية، وهو المنظومة التي يتم من خلالها التوفيق بين كافة المتطلبات.

وقد جعل غان تعريفه للجمال من المنظر البنائي مقاسًا بمؤشرين اثنين، هما: الفاعلية الاجتماعية، ومدى تحقيق التصميم لهذه الأهداف ضمن منظومات من الأشكال تمتاز ببساطتها ووضوحها وتكون الحركة ضمنها مختزلة ومختصرة تتطلب أدنى كمية من المجهود الحركي.
ولتوضيح هذه الأفكار أكثر، يمكن التمعن فيما كتبه ألكسندر فزنين في ورقة له بعنوان «أهداف الفنان» في عام 1922.
| «يجب أن تكون أعمال الفنانين المعاصرين تراكيب نقية دون تزيين أو ديكورات إضافية خارجة عن الشكل. ويجب كذلك أن تعتمد على الخطوط الهندسية والمنحنيات بحسب مبدأ الاقتصاد في الأشكال، وذلك للحصول على أفضل النتائج. » |
| —ألكسندر فزنين |

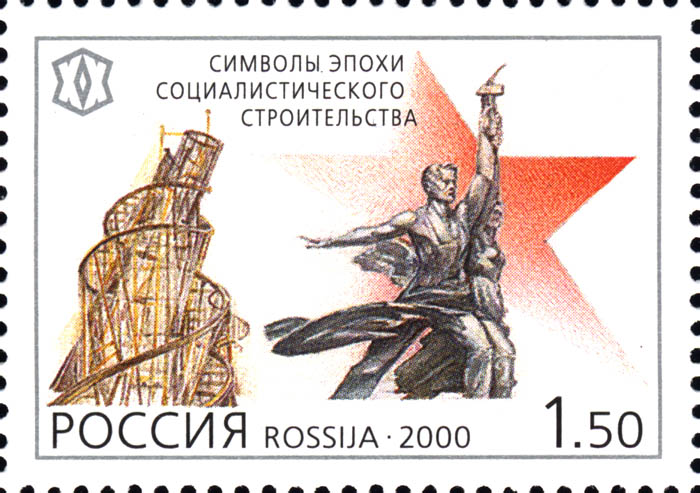
طابع بريدي روسي يعود لعام 2000.

يعتقد أنصار البنائية بأن الإنتاج الإنشائي المقاس الذي هو نتيجة منطقية لعقلنة العملية الإبداعية، ينبغي له أن يكون أساس إجراءات التصنيع بالجملة للعناصر المعمارية والإنشائية، كما ربط أولئك الأنصار مبررات مهام التشكيل الفني للمبنى بارتباط مباشر مع بنيتيه الوظيفية والإنشائية. وكما هو معلوم فإن قيم ومبادئ البنائية تشكلت وتكونت في خضم التغييرات الثورية الفعالة، مما حدا بأنصار هذا التيار إلى أن يولوا اهتماما بالغا للقضايا الاجتماعية، وأن يصروا على وجوب إيجاد حلول سريعة للمشاكل الملحة؛ الأمر الذي ساهم في انتشارهم الواسع في الممارسة المعمارية الروسية إبان تلك الفترة، كما أن هذا التيار المعماري أثر تأثيرا عميقا من جهة تطور الاتجاه الوظيفي الأوروبي وساهم مساهمة قوية في ترسيخ قيمه.
جسدت تلك المباني التي اتخذت صفة هذه الحركة، المبادئ الأساسية للبنائية على قدر كبير من الدقة كالحجوم المنتظمة، وتقسيمات المبنى بواسطة النوافذ الكبيرة أو المزججة بالكامل والتي تتوافق مع الهيكل الإنشائي. في الحلول التكوينية لتلك المباني. أدت العناصر التقنية الخالصة دورا تصميمياً مهماً مثل الساريات وهوائيات الراديو وسلالم الخدمة المعدنية وكذلك استخدام الأحرف الكتابية واللوحات الإعلانية الضخمة. وقد أعارت البنائية أهمية خاصة لأسلوب معالجة المنظومة الحجمية - الفضائية للمباني، وأسبغت عليها (على تلك المنظومة) نوعًا من الشفافية التخريمية، تلك الشفافية التي تتوق لأن تكسب الجدران إحساسا بالخفة، كما تنشد إلى توحيد الفضاء الداخلي مع الخارج. وقد تمثلت الخصائص البنائية لاسيما وجهها الوظيفي، بشكل واضح في مجمع مباني قصر الثقافة لمصانع ليخاجيوف للسيارات في موسكو (المصممون الأخوة فيزنين) 1931.

## المعماريون الجدد

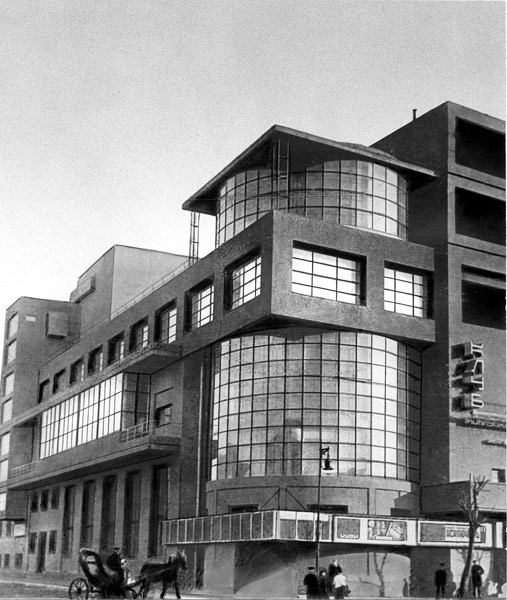
مبنى نادي زويف، موسكو (1926) للمعمار غولوسوف.

كان الاتحاد السوفييتي بعد الحرب الأهلية الروسية مباشرة، مفتقراً إلى حد كبير لهيئات تنفذ مشاريع لأبنية جديدة. إلا أنه ثمة اتجاه تصميمي آخر شغل مساحة مهمة في المشهد المعماري الروسي إبان تلك الفترة الزمنية، دعي بالاتجاه المنطقي العقلاني. وقد ظهر هذا في تكتل معماري اُطلق عليه «رابطة المعماريين الجدد»، أو اختصارًا "ASNOVA".
كانت طرق ومناهج التدريس في هذه الرابطة وظيفية وفنتازية، عاكسة الاهتمام بعلم النفس الغشتالتي، والتي قادت إلى تجارب جريئة في الأشكال مثل مطعم Simbirchev الزجاجي المعلق. وقد كانت المشاريع في روسيا بالفترة الممتدة بين 1923 - 1935 قد أظهرت أصالة وطموح هذه المجموعة الجديدة. وعلى الرغم من وجود اختلافات شكلية ميزت هذا الاتجاه العقلاني عن الاتجاه المعماري السائد في روسيا آنذاك - وهو المدرسة البنائية، إلاّ أن كلا الاتجاهين خدما قضية واحدة، وهي تعزيز طروحات العمارة الحديثة وتكريس قيمها في النشاط البنائي المعماري لروسيا السوفيتية، فالاختلاف بين الاتجاهين كان محصورًا في نوعية المنطلقات التكوينية، وأشكالها.
وتعتبر محاولة المعمار إيليا غولوسوف في مشروعه المنفذ (نادي زويف) في موسكو، إحدى المحاولات الجريئة في هذا السبيل، إذ جاءت تشكيلات فراغات المبنى بحجوم مكعبة وأخرى أسطوانية مع استخدام كثيف للزجاج في أسطح الجدران كما أكسب المعمار مسقط مبناه الأفقي قابلية التغيير وإمكانية التحويل. تم حل الرابطة في عام 1932 إسوةً بالعديد من الرابطات والجمعيات الفنية في روسيا.

## المعماريون المعاصرون

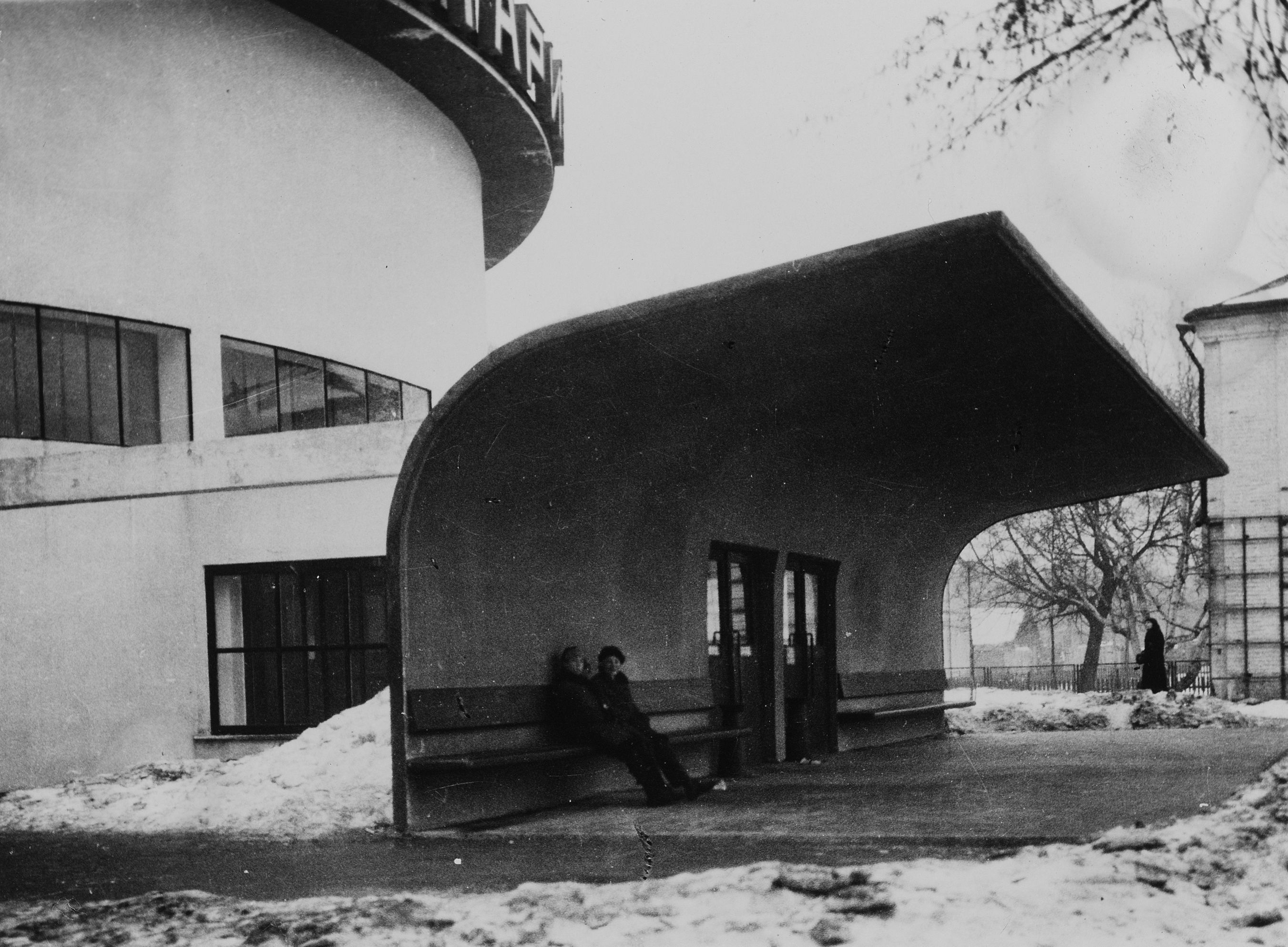
القبة الفلكية (بلانتيريوم)، موسكو 1929

ظهر في عام 1923 طراز تقني بنائي آخر عبر مشروع "glass office" للأخوة فزنين في برافدا، اُطلق عليه «رابطة المعماريين المعاصرين»، حيث اتخذ أنصار التيار البنائي في روسيا قرارًا بالانضمام إلى هذا التنظيم المعماري الجديد، والذي يُختصر بـ (OCA أو OSA).
لقد أصدرت الرابطة مجلة "CA" للعمارة المعاصرة. أدى هذا إلى أن ينضم إلى الرابطة معماريون مثل ميخائيل بارش، وآندريه بوروف، وإيفان ليويندوف، وغيورغي أورلوف، وإيفان نيكولايف، وغيرهم من الذين أثروا بتيار البنائية عبر تصاميم معبرة عُدت من كنوز العمارة العالمية في حينها.
ومن خلال النشاط التصميمي التطبيقي، تشكلت المبادئ الإبداعية للتيار البنائي، لا سيما عندما نظم في أوائل العشرينيات مسابقات معمارية عديدة لتصميم مباني عامة كبرى. وحازت مشاريع الأخوة فزنين المشاركين الدائمين في تلك المباريات على شهرة واسعة ومنها «قصر العمل» في موسكو 1923، وكذلك مشروع «بيت أركاس» 1929، ومبنى جريدة لنينغراد سكايا برافدا عام 1924، وغيرها.
لقد تم إدماج هذه الرابطة في عام 1925 مع إحدى المدارس الفنية الروسية آنذاك، وهي "Vkhutemas"، والتي أسسها ألكسندر فزنين. كانت لهذه المجموعة أهداف مشتركة بينها وبين النظرية الوظيفية الألمانية، مثل مشاريع الإسكان للمعماري Ernst May وغيرها. ويعتبر مبنى القبة الفلكية (Planetarium) في موسكو للمعماريين ميخائيل بارش وميخائيل سينيا فسكي 1927 - 1929 من أوائل المنشآت البنائية ذات الاتجاه التركيبي الفضائي.

## البنائية الغربية

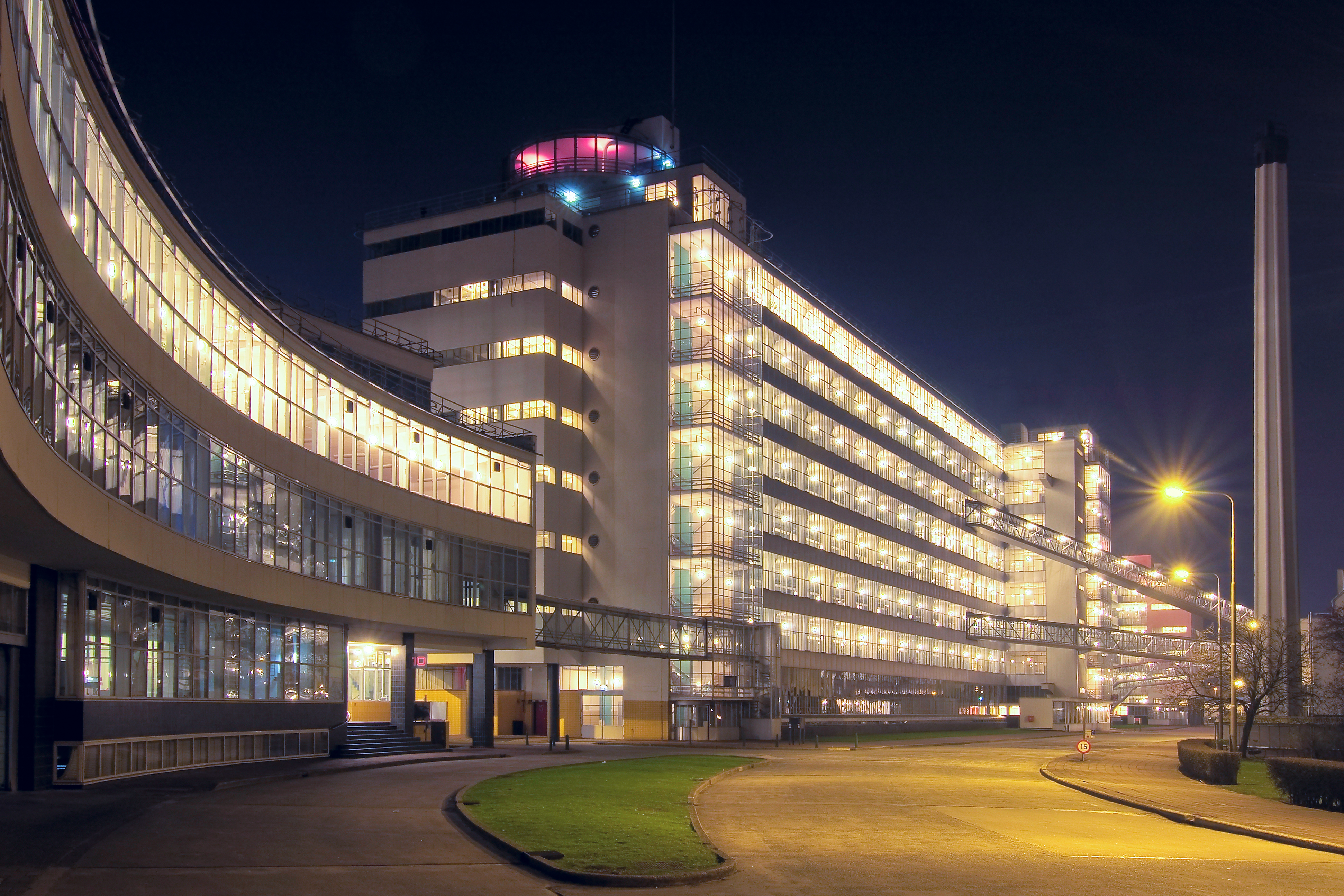
مصنع "فان نيل" في روتردام، هولندا.

أدى عمل المعمار إل ليسيتزكي في ألمانيا وسويسرا وهولندا لعقود، إلى تبني العديد من المهندسين المعماريين في خارج اتحاد الجمهوريات الاشتراكية السوفياتية في إعادة النظر في عملهم على النحو البنائي، وتحديدًا في أواخر العشرينات من القرن العشرين.
وقد تبنى مهندسو الموضوعية الجديدة مثل إل ليسيتزكي العمارة البنائية كمقياسًا متقدمًا من الناحية التكنولوجية الجمالية، على الرغم من بعدها عن سياقها الأصلي. واعتبر في كثير من الأحيان على أن تكون هناك وحدة بنائية في المشاريع. ولعل أفضل الأمثلة المعروفة من البنائية الغربية في العشرينيات هي بعض المباني في هولندا: مثل مصنع «فان نيل» في روتردام (1927-1931)، ومصحة «زونسترال» في هيلفرسوم (1926-1928)، ومدرسة «يناير الدكدك» في أمستردام (1929-1930) والتي فيها تعبير معماري مشابهة لنادي العمال في موسكو (1927-1928). وقد كان للبنائية أيضا أثر على أحدث فروع الحركة الفنية في أوروبا وهو آرت ديكو، والذي يسمى "Streamline Moderne". يُشار بالذكر إلى أن منظمة الأمم المتحدة للتربية والتعليم والثقافة (يونسكو) قد قامت بترشيح مصنع «فان نيل» في روتردام، ومصح «زونسترال» في هيلفرسوم على قائمة التراث العالمي.

## التخطيط العمراني

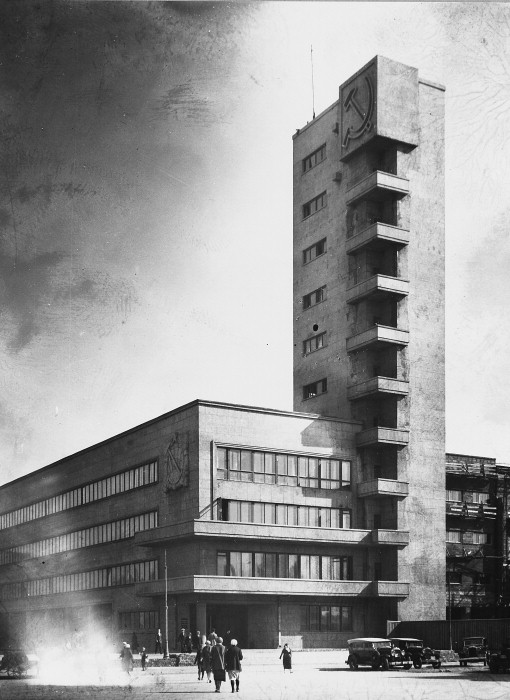
قاعة المدينة، تروتسكي 1932

على الرغم من طموح الاقتراحات البنائية في تخطيط العديد من المدن التي أعيد بناؤها، كانت هناك أمثلة قليلة نسبيًا من المخططات المتماسكة للمدن ذات التخطيط البنائي، كما في مدينة زاستافا بمقاطعة لينينغراد مثلاً. بدأ في عام 1925 تصميم المساكن الجماعية للمنطقة من قبل المهندسين المعماريين مثل نيكولاي لادوفيسكي، وكذلك المباني العامة مثل قاعة تاون كيروف من قبل تروتسكي نوي (1932)، وهي مدرسة تجريبية قام بتصميمها سيمونوف، وأعضاء ASNOVA المحليين.
لقد كان الكثير من البنائيين يأملون في أن يروا طموحاتهم تتحقق من خلال «الثورة الثقافية» في روسيا. عند هذه النقطة، تم تقسيم البنائيين بين حضريين ولا حضريين، فضلوا نموذجًا خطيًّا في تصميم المدينة.
كان رئيس مجموعة «ميليوتين» المالية الروسية قد بدأ بالترويج للمدينة الخطية في كتابه عام 1930 (Sotsgorod9) والذي اتخذ مستوى أكثر تطرفًا. لقد اقترح المصممون اللاحضريون (disurbanism) فيه نظامًا لمباني مخصصة لإسكان شخص واحد أو عائلة واحدة متصلة عن طريق شبكات النقل الخطية، تنتشر على مساحة ضخمة، بحيث عبرت الحدود بين المناطق الحضرية والزراعية، بشكل يشبه تصميم المدينة الحقلية لفرانك لويد رايت. إلا أن تصاميم اللاحضريين قد رُفضت في أغلب الأحيان.

## التأثير والتأثر
لقد جاء هذا التيار موازيًا للتطورات الحاصلة في الفنون والعمارة التي ظهرت في أوروبا مثل حركة دي شتيل الهولندية، وخاصة في الجانب التشكيلي منها. إذ أكد هذا التيار على أهمية استخدام الأشكال والعناصر الأساسية في تكوينات بنائية إلى جانب التأكيد على مفهوم الإنشاء في الفضاء كما ارتبط فكريًا معها في مجال إظهار جمالية الماكنة.

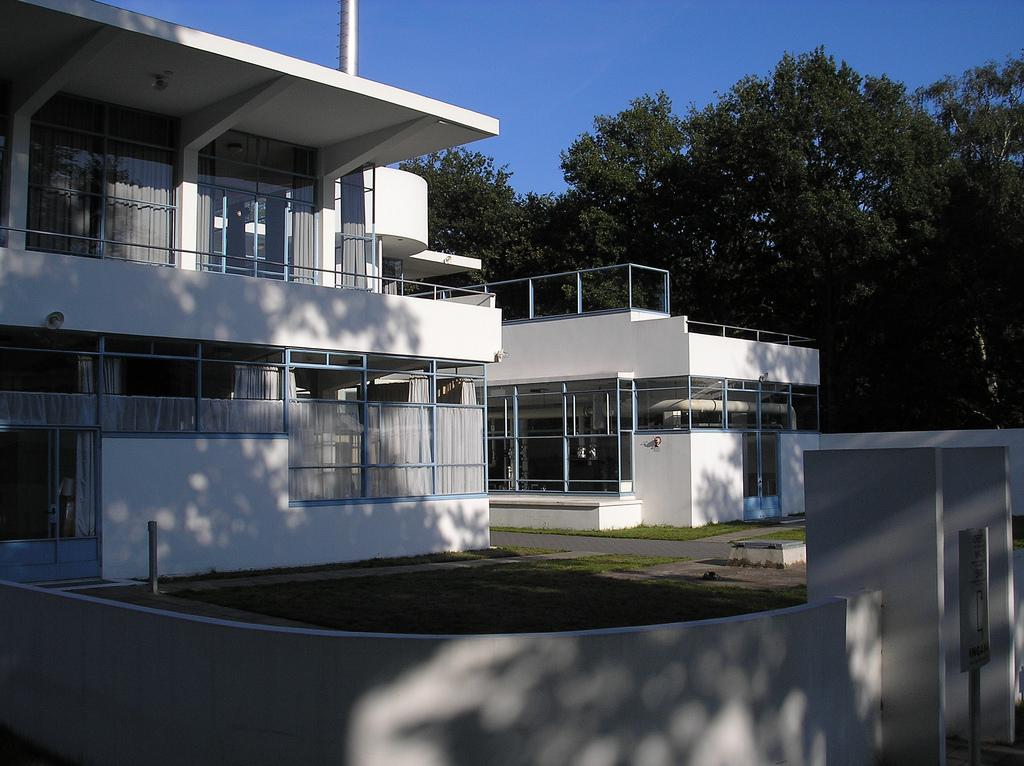
مبنى مصحة "زونسترال" في هيلفرسوم، هولندا.

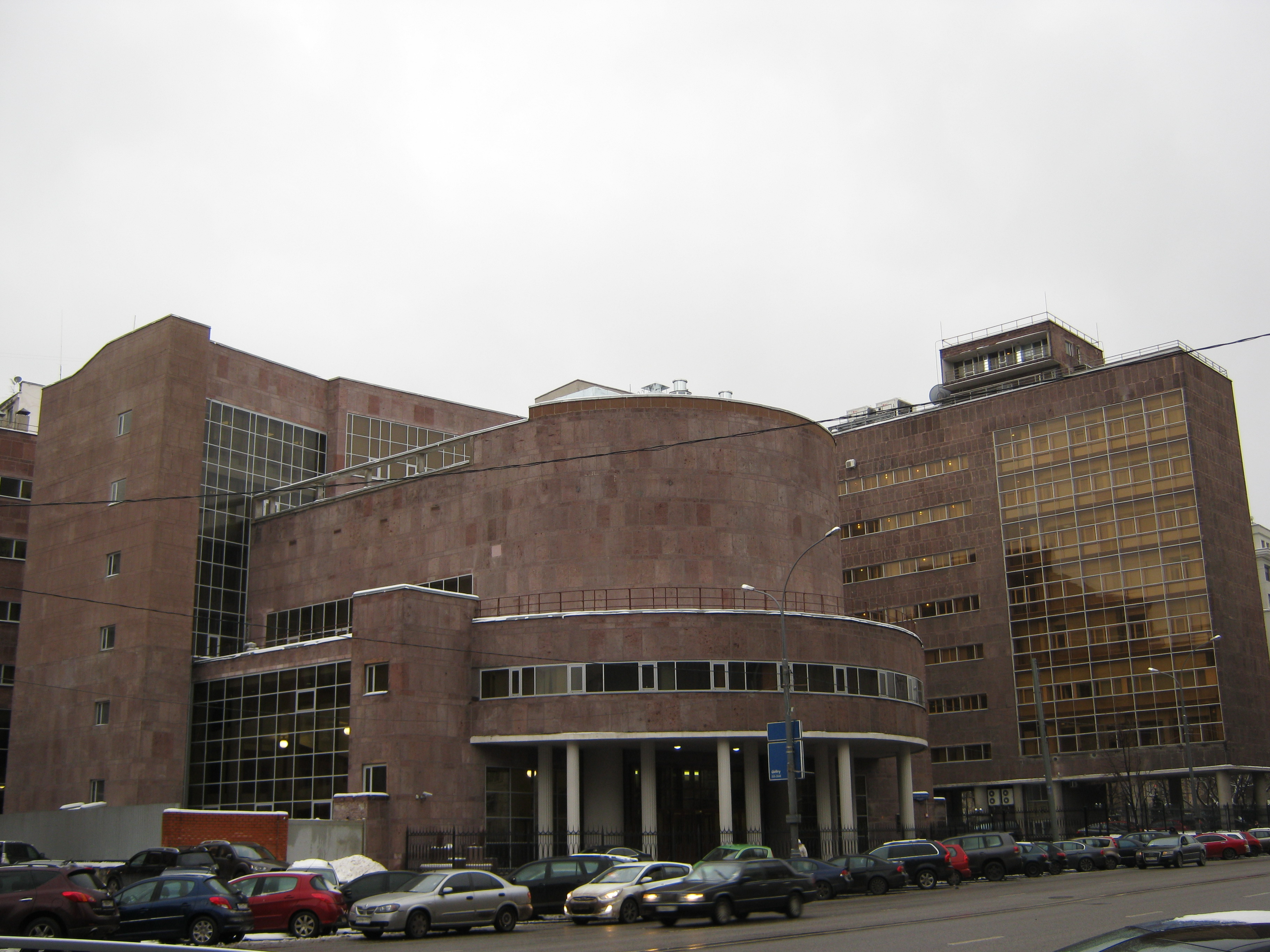
مبنى "سنتروسويوز" في موسكو، 1933. أحد أعمال المعمار لو كوربوزييه.

لقد اعتمدت هذه الأفكار الشرقية والغربية على مصادرها الأساسية كقاعدة لانطلاقها على كل من الحركة التكعيبية والمستقبلية. وقد اندمجت هذه الاتجاهات في أوروبا عام 1922 بطرق مختلفة، أهمها الإعلان عن وجود بنائية عالمية، والذي تم بيانه في اجتماع الفنانين التقدميين في دوسلدورف، ألمانيا. كما تأكد ذلك أيضًا من خلال المعارض التي اُقيمت في أوروبا خاصة ما عُرض في المعرض الفني الأول للرواد الطليعيين الروس في برلين عام 1922. كما أن هجرة بعض الفنانين والمعماريين الروس إلى ألمانيا من أمثال فاسيلي كاندينسكي، نوم غابو، وإل ليسيتزكي، كان لها تأثيرها المميز في نشر هذا التيار.
كما يمكن ملاحظة نوع من ارتباط هذه النظرية مع النظريات الأولى للمعمار الفرنسي السويسري لو كوربوزييه، خاصة ما ظهر في كتابه «نحو عمارة جديدة»، حيث سلط الأضواء على الماكنة الجديدة مثل السيارة والطائرة واعتبرها أمثلة نموذجية لهياكل كفوءة تحمل معها علاقات منطقية للأجزاء بالنسبة إلى الشكل العام المتكامل الموحد. لقد سارعت الجهات المهنية في الاتحاد السوفيتي منذ نهاية العشرينات من القرن العشرين إلى دعم لو كوربوزييه وتكليفه بعدد من المشاريع التي كان أولها تكليفه بتصميم مقر الجمعيات التعاونية (سنتروسويوز)، وهو أحد أكبر مبانيها العامة المبكرة. وقد ظهرت عدة مدارس فنية في روسيا نما فيها هذا التيار، اعتمدت نظريات فنية مختلفة ظهرت كمؤسسات تعليمية شاملة في مجالات الفنون المختلفة والعمارة والتصميم.

## الانحلال

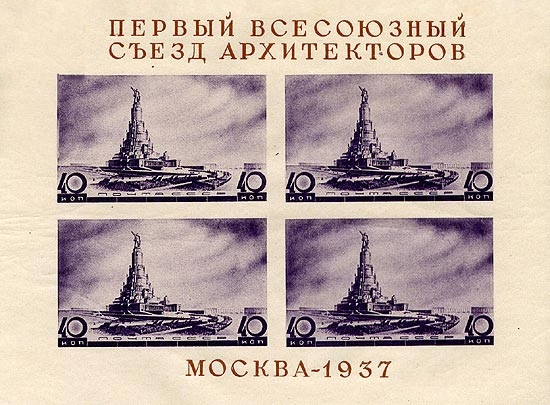
مشروع قصر السوفييت الفائز، 1937.

بدأ الرأي العام المعماري الرسمي المُقرّب من الحزب الشيوعي الحاكم في بداية الثلاثينات من القرن العشرين، بالتحول الجذري بعيدًا عن عمارة الحداثة، نحو إحياء تراث العمارة الكلاسيكية الصرحية، وتشجيع العمارة التقليدية التراثية المحلية. وقد ظهرت بوادر هذا التغيير بوضوح في مسابقة تصميم قصر السوفييت في موسكو عام 1931-1933. ففي الجولة الأخيرة من التصفيات التي استغرقت في مجملها أربع جولات، لم يكن هناك سوى مشروع واحد ذي منحنى حداثي من بين المشروعات الخمسة المتأهلة للتحكيم النهائي، أما الأربعة الباقية فكانت بطراز إحيائي تقليدي. وكان هذا المشروع من تصميم ألكسندر فزنين. ولم يفز هذا المشروع بالجائزة الأولى التي فاز بها تصميم رومانسي صرحي قدمه المعمار بوريس يوفان.
كانت نتيجة هذه المسابقة الهامة، والتصريحات التي نقلها تقرير لجنة الحكم، مؤذنة بانتهاء فترة الحداثة وبدء حقبة جديدة في تاريخ العمارة السوفيتية توسم في العادة بمصطلح «الواقعية الاجتماعية». ويتزامن هذا مع القرار الصادر عام 1932 بحل جميع التنظيمات الأدبية والفنية، ليحل محلها اتحاد واحد فقط لكل نوع من أنواع الفن والأدب، بحيث تتبع كل هذه الاتحادات إلى اللجنة المركزية للحزب الحاكم.
وبذلك، انتهت الفترة التجريبية الخلاقة من العمارة السوفيتية بعد أن كانت قد أورثت للمعماريين في أوروبا والأمريكتين تجارب غنية أثرت مسيرة العمارة العالمية المعروفة بـ«عمارة الحداثة».

## أهم روادها

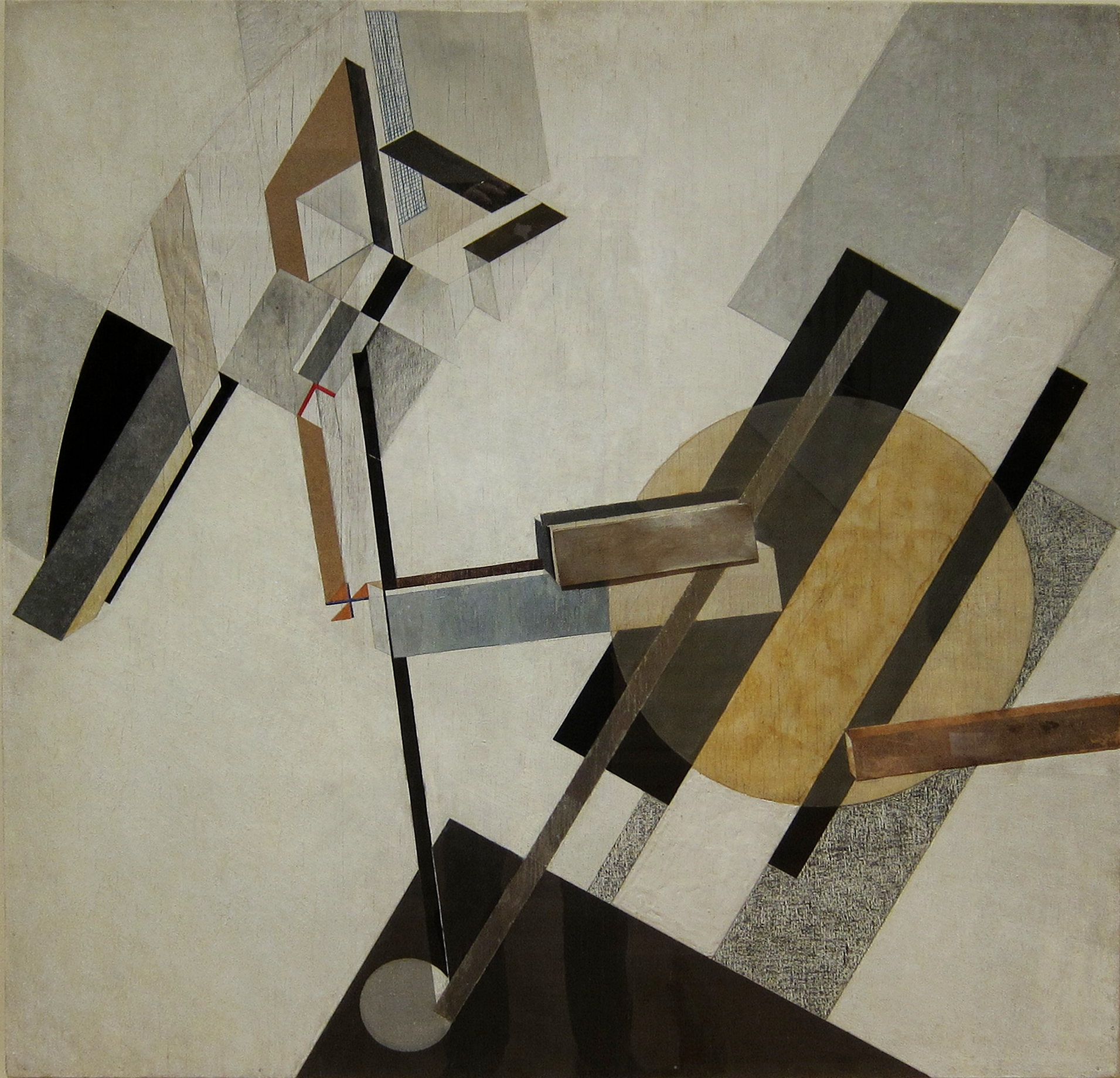
"Proun" للمعمار إل ليسيتزكي تم عرضه في متحف الفن الحديث في نيويورك، 1922.

- النحات المعمار فلاديمير تاتلين (1885-1953): من أعمال تاتلين بالغة الأهمية في هذا السياق، تصميمه في العام 1919 للنصب التذكاري لذكرى المؤتمر الاشتراكي العالمي الثالث، الذي كان على هيئة برج معدني ضخم اُطلق عليه برج تاتلين، حيث كان بارتفاع يعادل ضعف ارتفاع مبنى إمباير ستيت في نيويورك، بارتفاع 303 متر، ويتكون من لولبين حلزونيين بداخلهما أربعة حجوم أساسية من المفترض أن تدور كل منها محور مستقل لكل منها. لم يتم تنفيذ التصميم لكن عندما عُرض المجسم الخشبي المصغر لهذا التصميم الطموح لأول مرة عام 1920، اعتلته راية من قماش كُتب عليها «المهندسون يصنعون الأشكال الجديدة». وكانت هذه إشارة صريحة إلى نزعة حداثية لتمجيد الآلة والإنجازات التكنولوجية للعصر الصناعي، كما في النزاعات المستقبلية الإيطالية آنفة الذكر.[39][40]
- النحات نوم غابو (1890 -1977): لقد عكس أعمال غابو موقفًا تجاه البنائية اختلف به عن موقف فناني الإنتاجية من أمثال تاتلين والمعمار روجينكو. ويمكن ملاحظة ذلك من خلال مقارنة أعمالهم النحتية. فقد اهتم نوم غابو بإبراز البنائية الإنشائية في نماذج أعماله النحتية وهي تحمل صفة وخصائص الحركة وفكرة توسيع قاعدة العمل النحتي إلى الفضاءات المجاورة أما من خلال استخدام المواد الشفافة أو استخدام العناصر الإنشائية ذات التأثير الفضائي. فنماذج غابو استعرضت بشكل عام خصائص المواد من خلال عملية الدمج والربط بين المواد المختلفة من أجل إظهار حالات التناقض بينها.[41][42]
- الرسام كاسمير مالفيتش (1878-1953): يُعتبر أول رسام روسي اتجه نحو إظهار الفن اللاتشبيهي Non-Figurative atr. حيث يظهر في أعماله محاولات اكتشاف خصائص التجريد من خلال التقنية التكعيبية إلى جانب اهتمامه بالمستقبلين خاصة في مجال التعبير عن الحركة والأحاسيس العاطفية. وقد انتقل مالفيتش مابين عاميّ 1913-1916 باتجاه ما يُسمى بالفن الفائقي.[43] إن ولع مالفيتش المتميز باتجاه فن العمارة واضح في نماذج أعماله الفنية المعمارية للعشرينات خاصة ما ظهر في النموذج الذي أطلق عليه «فن العمارة» أو Architecton عام 1923، ومجموعة من المخططات المنظورية التي أطلق عليها «كواكب المستقبل لسكان الأرض» التي عكست تصاميم لدور سكنية للمستقبل.[44][45]
- المعمار إل ليسيتزكي (1890-1941): له محاولات واضحة في البحث عن أشكال العمارة بأبعادها الثلاثة في سلسلة لوحاته الفنية التي أطلق عليها "Proun" أو «الشاخص». وبهذا يحل مكان الرسم وفنانيه والماكنة ومهندسيها ويتقدم لبناء فضاء يتم تنظيم أبعاده بوسائط عناصرها، من أجل خلق تصورات جديدة موحدة لطبيعتها.[46] وفي مجال تأثيراته على العمارة فقد لعبت أفكاره وأعماله دورًا مؤثرًا وهائلاً على معماريي أوروبا خاصة مجموعة دي شتيل. فقد اتجهت تطبيقاته الفنية نحو أشكال العمارة بأبعادها الحقيقية، ففي عام 1923 ظهرت أول محاولة حقيقية له في تصميمه لغرفة عرض عرضت في مجموعة «نوفمبر» في برلين دعاها «غرفة براون».[47][48]
- الفنان ألكسندر روجينكو (1891-1956): إن نماذج أعمال روجينكو لم تعكس استعراض للمواد لصالح نفسها، وإنما وظفت كوسائط لإظهار واكتشاف قوى الشد الفضائية والإنشائية فيها، مما عكست محاولات بنائية لتحقيق إنهاء فني قوى بتطبيق مبدأ تاتلين في هذا التوجه.[49][50]

## معرض صور

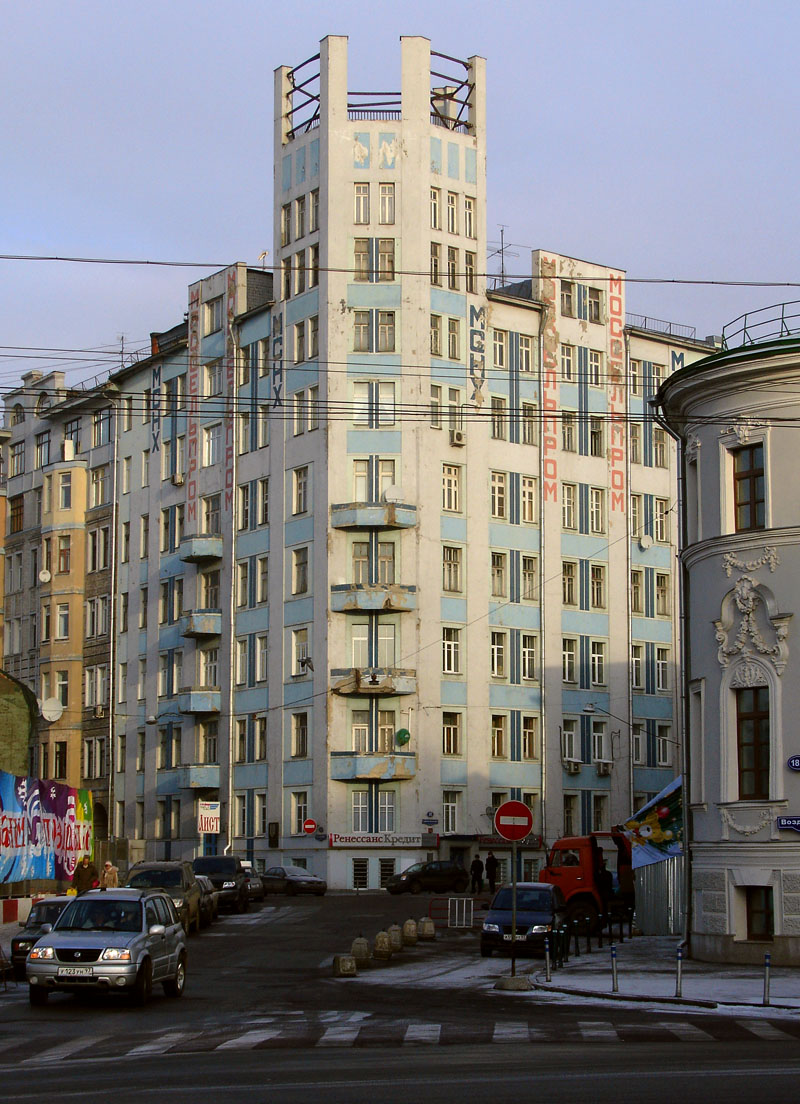
مبنى موسيلبروم، موسكو
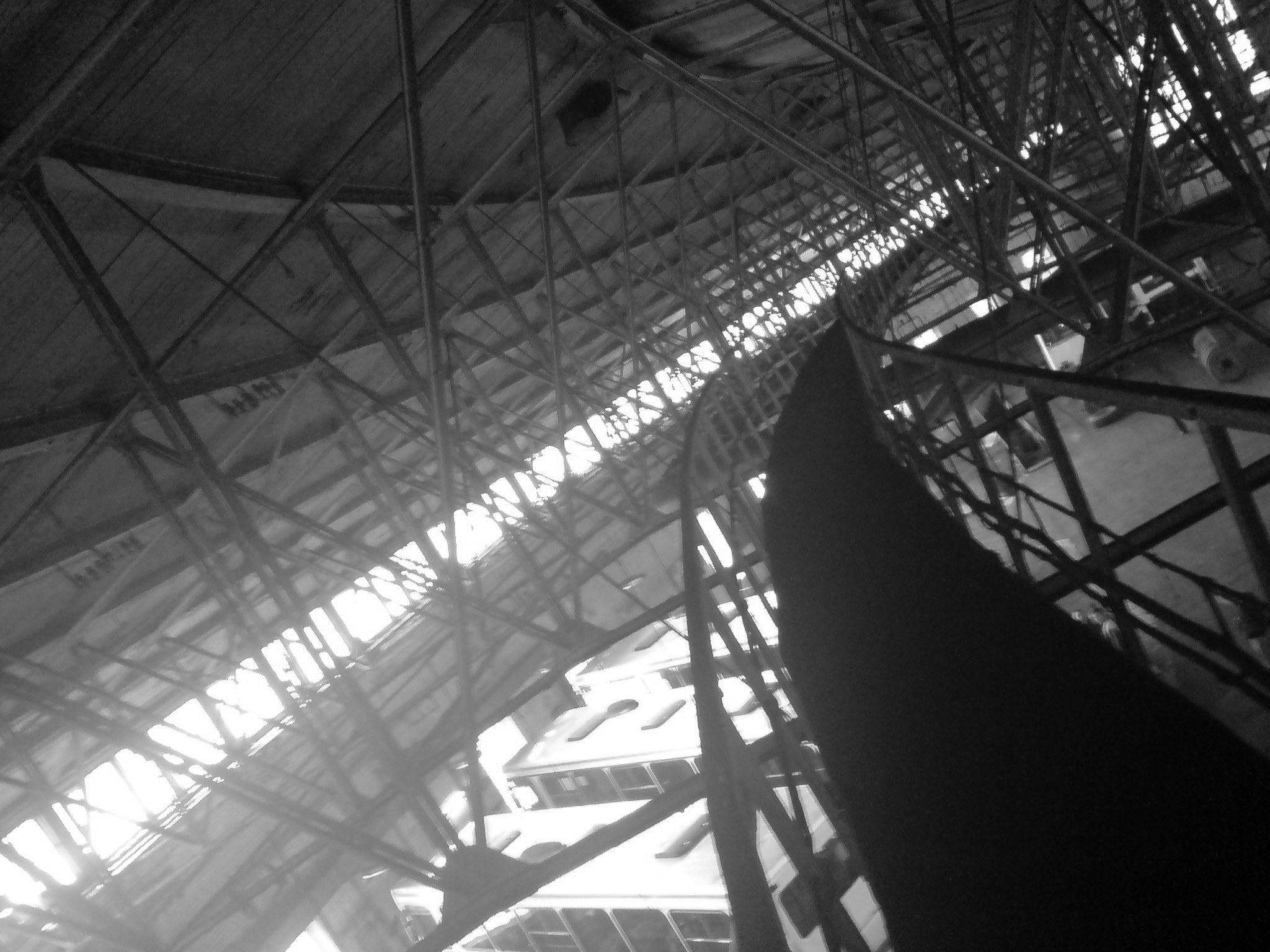
مرآب في موسكو
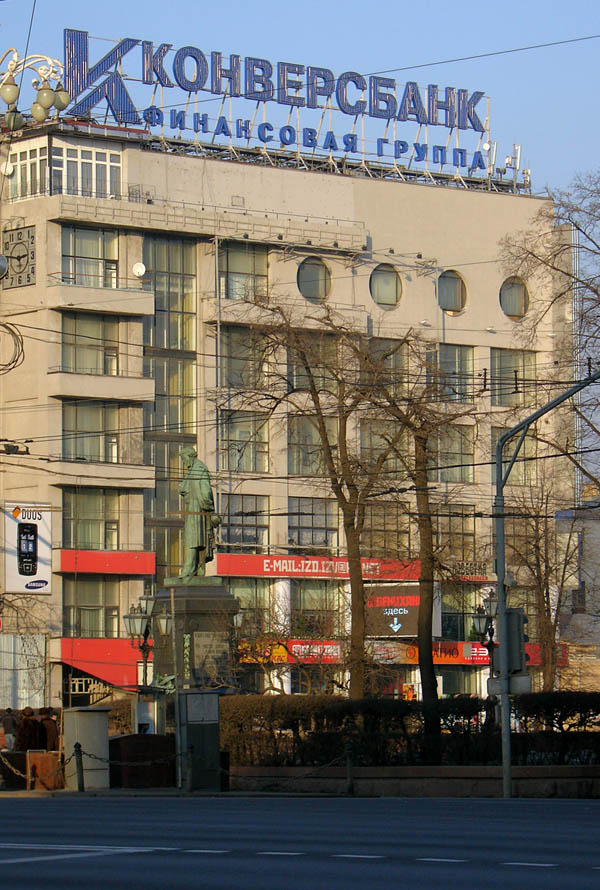
مبنى إزفستيا، موسكو
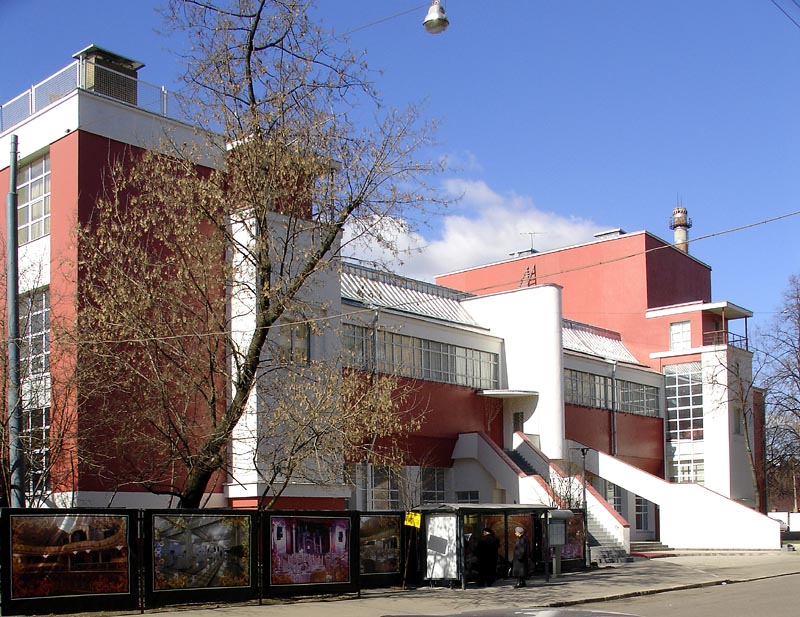
نادي مصنع سبوفودا، موسكو
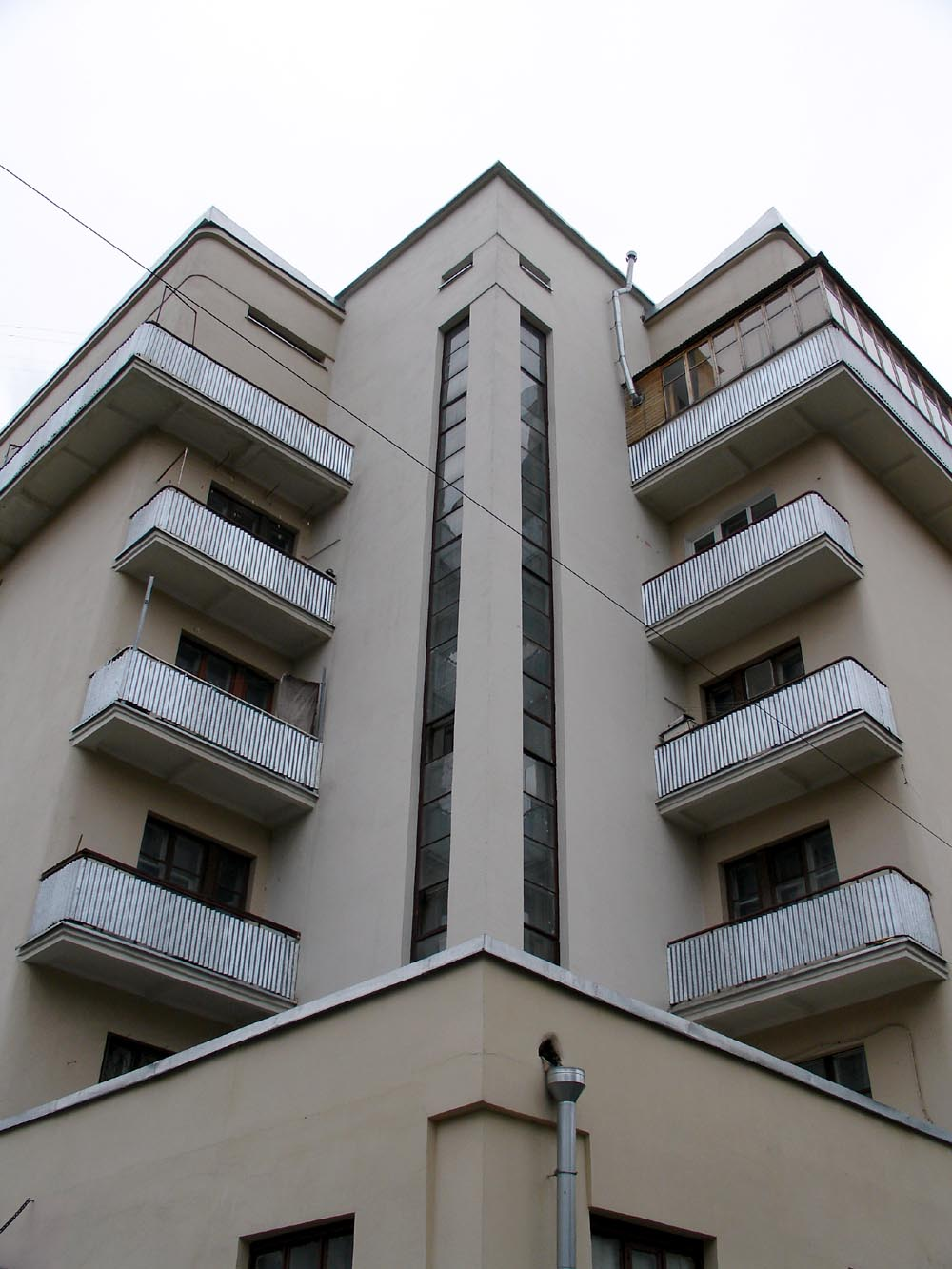
إسكان في موسكو
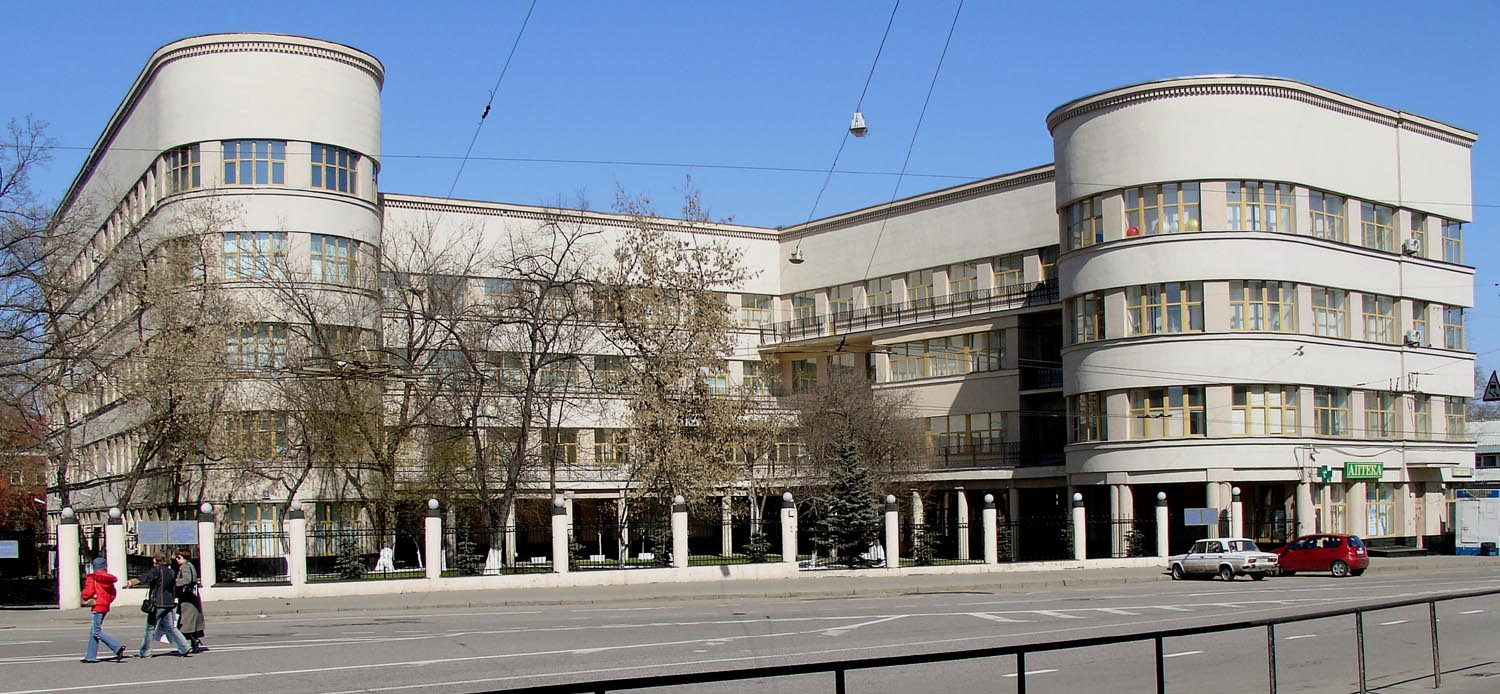
مبنى MPS في موسكو
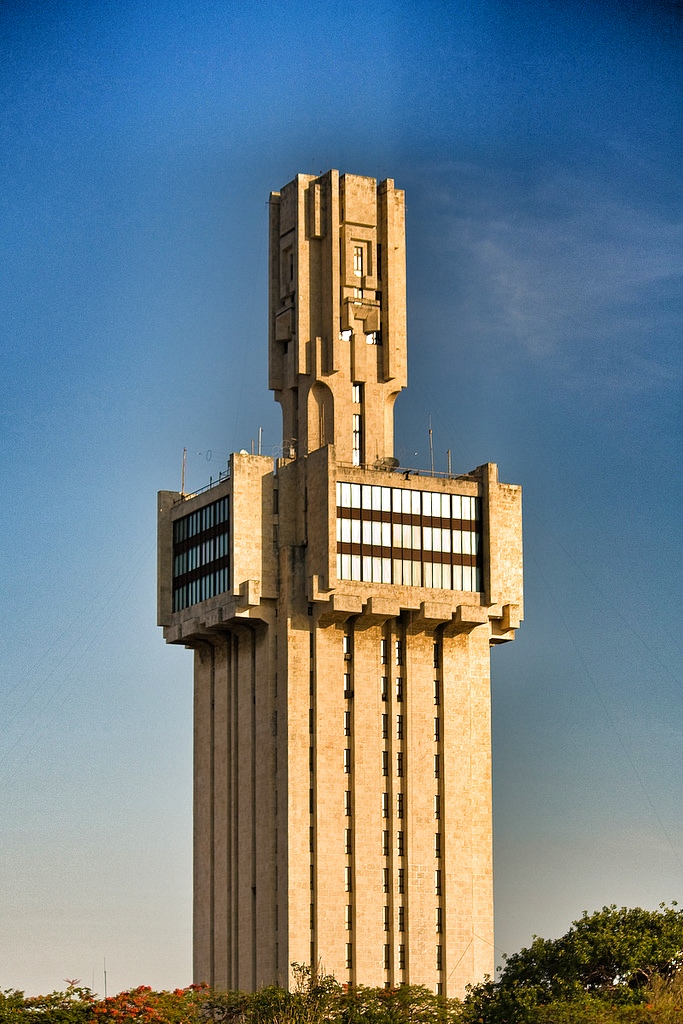
السفارة السوفيتية بهافانا
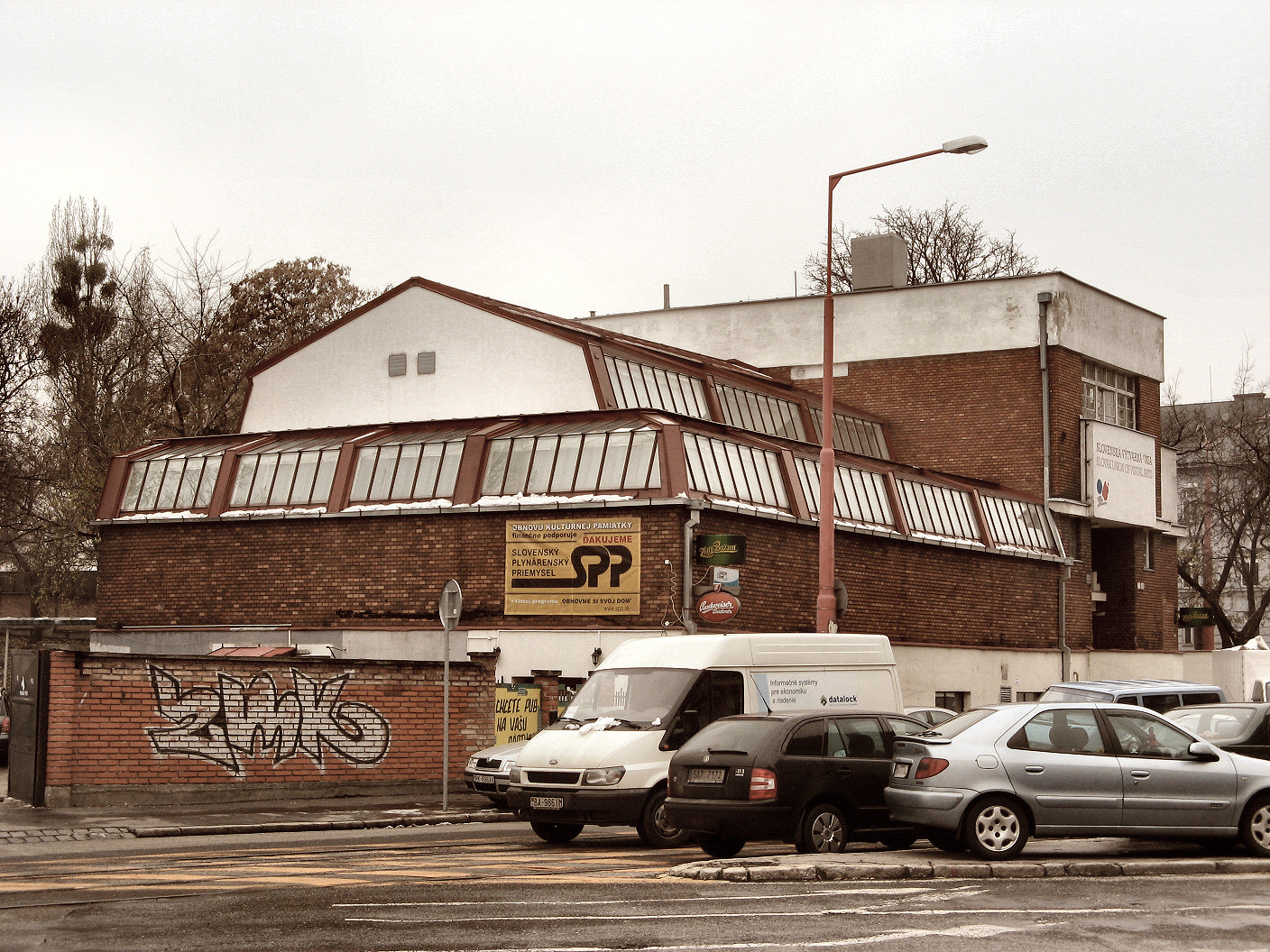
نادي الفنانين السلوفاك

## حواش
- 1 كلمة البنائية (الروسية: конструктивистской) تشير إلى النزعة في الفن التشكيلي والتي ظهرت في روسيا في بداية القرن العشرين لإيجاد أشكال جديدة من الفن، ويعود أصلها إلى النزعتين التكعيبية والمستقبلية في التصوير والنحت [51]